# Piège
Piège és una pel·lícula francesa de caràcter surrealista basat en un malson, dirigida per Jacques Baratier, estrenada el 1970. Fou exhibida a la III Setmana Internacional de Cinema Fantàstic i de Terror.

## Sinopsi
Un jove solitari i paranoic amb mania persecutòria intenta protegir-se dels lladres posant trampes a casa seva per tal que no li robin les seves coses i els seus pensaments. Per provar els seus dispositius, atrau a casa seva un parell de noies cleptòmanes, que són arrossegades a un espectacle destructiu mentre ell s'ho mira des d'una habitació.

## Repartiment
- Bernadette Lafont: La primera lladre
- Bulle Ogier: El segon lladre
- Jean-Baptiste Thierrée: El jove
- Fernando Arrabal: El venedor de trampes
- Jackie Raynal: La dona torturada

## Al voltant de la pel·lícula
- Com que una encarnava la feminitat absoluta i l'altre semblava més una noia mancada, Jacques Baratier va sobrenomenar Bulle Ogier i Bernadette Lafont respectivament "la pastoreta i la netejadora de xemeneies" durant el rodatge.[3]